# USS John Paul Jones (DDG-53)

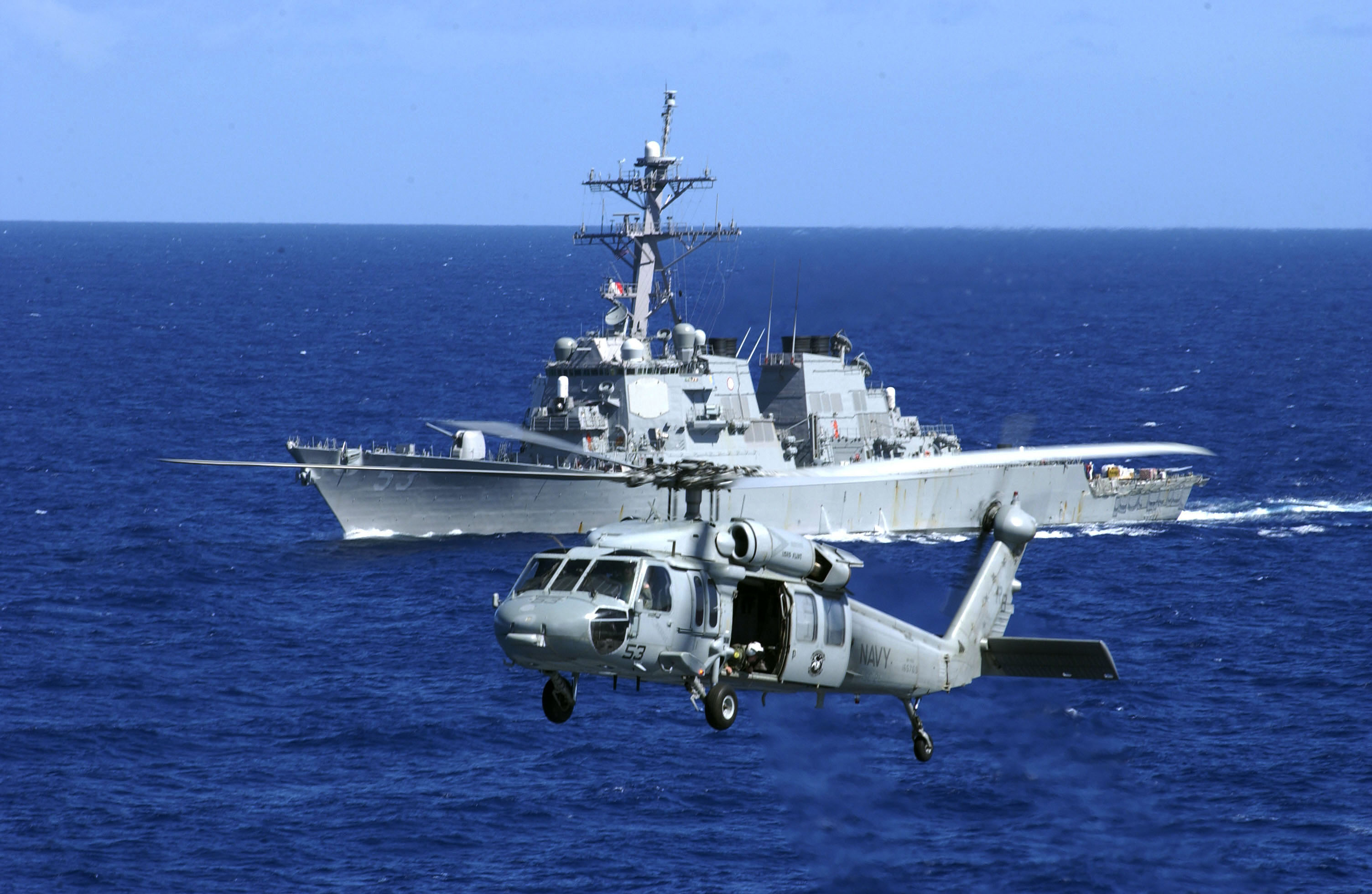
Um SH-60 voando ao lado do John Paul Jones durante um exercício de treinamento.

USS John Paul Jones é um destroyer da classe Arleigh Burke pertencente a Marinha de Guerra dos Estados Unidos.